# Reserva nacional de Paracas
La Reserva Nacional de Paracas es una zona protegida del Perú ubicada en la provincia de Pisco, dentro del departamento de Ica. La Reserva Nacional de Paracas fue creada el 25 de septiembre de 1975, con el fin de conservar ecosistemas marinos costeros y su diversidad biológica amenazadas. Asegurar el aprovechamiento responsable de los recursos hidrobiológicos. Proteger el patrimonio arqueológico y cultural para su uso turístico y el bienestar de la población.
Conserva una muestra representativa de los ecosistemas marinos del mar frío de la Corriente Peruana o Corriente de Humboldt, considerado por los especialistas como el más productivo de la Tierra, además de mantener los ambientes utilizados por una amplia variedad de especies migratorias para su alimentación y refugio durante sus largas travesías anuales.
El 25 de septiembre de 1975, a través del Decreto Supremo n.° 1281-75-AG se establece oficialmente la reserva nacional de Paracas. El 30 de marzo de 1992 fue designada sitio Ramsar.

## Ubicación
Está ubicada en uno de los puntos más desérticos de la costa peruana, en el departamento de Ica, y tiene una extensión de 335 000 hectáreas —unas 200 000 en el océano Pacífico—. La península de Paracas está situada en una zona marítima excepcionalmente rica, cuyos afloramientos de aguas extremadamente frías producen una gran abundancia de plancton que nutre a peces, crustáceos y moluscos  .

## Historia
Parte de la superficie de la reserva, específicamente 217 594 hectáreas, está constituida por ambientes acuáticos (para muchas personas es el mar más rico del planeta).
Debido a su importancia como lugar de descanso y alimentación para especies migratorias en 1991 fue elevada a la categoría de reserva regional de la Red Hemisférica para aves playeras (en la actualidad, programa Wetlands for the Americas).
Asimismo, en abril de 1992 fue reconocida como uno de los sitios de carácter especial para la Convención Relativa a los Humedales de Importancia Internacional (Convención RAMSAR), especialmente como hábitat de especies acuáticas como por ejemplo el lobo de mar, los pingüinos de Humboldt (que están en peligro de extinción), las aves guaneras como el piquero, el guanay, el pelícano y otras especies importantes.

## Clima
El clima es propio de la formación del desierto subtropical, es decir, existe aproximadamente una diferencia de 6 a 8 °C en la temperatura media del mes más caluroso y el más frío. En febrero y agosto, respectivamente, ésta es de 22 °C y 15,5 °C, siendo el promedio anual 18,7 °C. La precipitación es muy pobre, siendo el promedio total anual de 1,83 mm, la humedad relativa es del orden del 82 %, con 83 % en invierno.
Los vientos dominantes son sur y suroeste, alcanzando una velocidad media de 14,9 km/h; sin embargo, pueden llegar hasta los 32 km/h, siendo los más fuertes del litoral, conocidos con el nombre de Paracas.
Con un clima suave y de un promedio anual de 22 grados centígrados y sol casi constantemente, con baja humedad, la estancia se hace agradable.

## Mar
El mar es favorecido por las microcorrientes de agua, hecho que atrae numerosa cantidad de peces, otras especies de la zona y a los piscicultores. En general el afloramiento de Paracas es uno de los 9 más importantes del mundo, estas corrientes ascendentes traen nutrientes del fondo marino, fertilizando las aguas superficiales, esto conlleva a una superproducción de fitoplancton, lo que los biólogos conocen como alta productividad primaria.

## La Reserva
La Reserva Nacional de Paracas tiene ambientes propicios en la costa para la conservación y tranquila reproducción de numerosas especies de aves residentes y migratorias.
Entre las especies que más se encuentran, están los pelícanos, la gaviota gris (Larus modestus), zarcillo (Larosterna inca), rayador (Rynchops niger), chorlo ártico (Pluvialis squatarola), Chuita (Phalacrocorax gaimardi), guanay (Leucocarbo bougainvillii), el cóndor andino (Vultur griphus), el pingüino de Humboldt (Spheniscus humboldti) en peligro de extinción y las parihuanas o flamencos (Phoenicopterus chilensis), entre otras especies.
Los peces que se encuentran en esta zona marítima son: el lenguado (Etropus extenes), el toyo blanco (Mustelus whitneyi), el bonito, el tramboyo, la raya, la chita, sardina, anchoveta (Engraulis ringens), Palometa, mero, corvina, lorna y otras muchas especies.
Los mamíferos en esta reserva principalmente están representados por los lobos marinos de un pelo o chusco (Otaria flavescens), el lobo de dos pelos o lobo fino (Arctophoca australis ssp.), delfín nariz de botella o bufeo (Tursiups truncatus) y chungungo ogato marino (Lontra felina), en peligro de extinción.
También la reserva está poblada de tortugas laúd y verde, reptiles como lagartijas (Microlophus spp.) y geckos (Phyllodactylus spp.), pulpos, calamar (Loligo gahi), almejas y crustáceos como el carretero (Ocypode gaudichaudii), el cangrejo violáceo (Platyxantus orbigny), el muimuy (Emerita analoga), entre otras.

## Flora
La vegetación de la Reserva Nacional de Paracas se encuentra en las zonas más altas (entre los 400 a 600msnm.) como en la isla Sangayán, en Morro Quemado y en el cerro Lechuza. Este tipo de formaciones vegetales pertenecen las orquídeas, cactáceas y tillandsias, pequeños bosques de datileras (datilus) y extrañamente un bosque de chañar (Geoffroea decorticans) que sirven de refugio y hábitat a especies de invertebrados, reptiles, aves y pequeños mamíferos. Esta vegetación depende principalmente de la humedad generada por las neblinas, que condiciona su estacionalidad y distribución.
En las depresiones salobres de la zona de Pisco y Paracas hay pastos, totora y matorrales, muchos de los cuales son característicos de humedales, los mismos que se encuentran bastante mermados por la excesiva extracción de agua para la gran cantidad de nuevos hoteles y población transitoria que llega a este turístico lugar.

## Fauna
Los diversos hábitats de la Reserva Nacional de Paracas que forman parte de la bahía de Pisco, la convierten en un sitio ideal para el descanso y alimentación de aves migratorias de orilla como también de mamíferos y reptiles. Entre las especies de aves amenazadas que se protegen en la reserva, que están en la zona de descanso, alimentación y reproducción de aves residentes y migratorias, se puede observar especies como el flamenco, el chorlo dorado, el playero solitario, entre otros. Entre los mamíferos terrestres destacan el zorro andino y el costeño, y entre los mamíferos marinos destacan la nutria marina, el lobo fino y el lobo chusco, además de especies de cetáceos migratorios y residentes como la ballena jorobada, el delfín oscuro o chancho marino, el tonino o marsopa espinosa, el delfín nariz de botella o bufeo, entre otros. 
La Reserva Nacional de Paracas también es un importante paradero en la ruta migratoria de cuatro especies de tortugas marinas, la tortuga de dorso de cuero (Dermochelys coriacea), la tortuga carey (Eretmochelys imbricata), la tortuga verde (Chelonia mydas) y la tortuga pico de loro (Lepydochelis olivacea) que, por su carne y su caparazón han sido cazadas y depredadas por el hombre y se encuentra al borde de la extinción.
Así como los mamíferos marinos, estas tortugas son especies legalmente protegidas y se prohíbe su extracción, procesamiento y comercialización a través de la Ley n.º 26585.
El pingüino de humbolt y el potoyunco peruano, que se encuentran en peligro de extinción. Otras especies en situación vulnerable son el halcón peregrino, la chuita y cinco especies de aves guaneras como el guanay, el pelicano, el piquero peruano, el piquero patas azules y el piquero enmascarado.

## Actividades recreativas
Turismo de playa, actividades de aventura, deportes de naturaleza, museo arqueológico, centro de interpretación, observación de zonas de acantilados y vida marina costera son las actividades recreativas principales.

## Candelabro

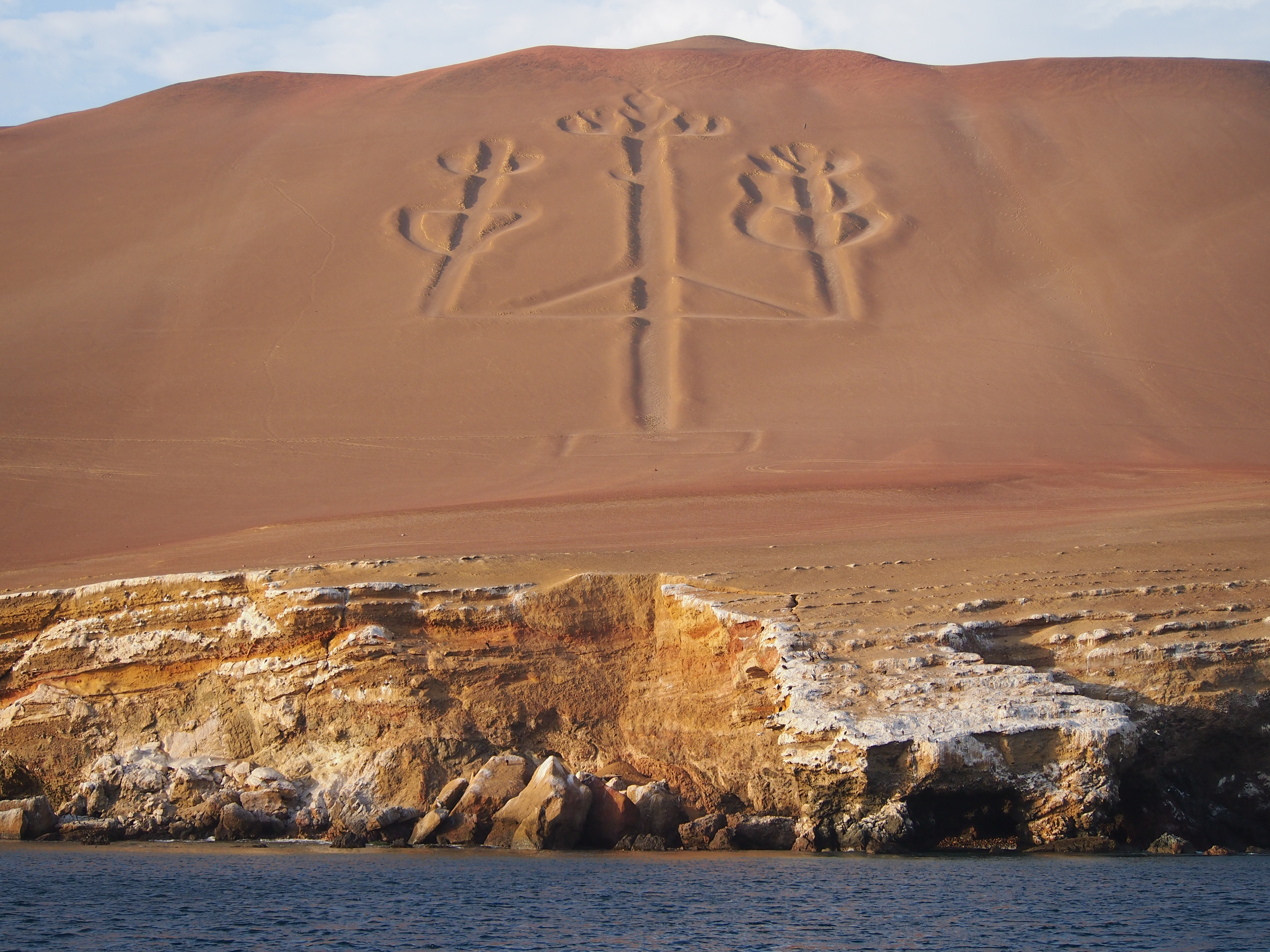
Candelabro de Paracas

El Candelabro, ubicado al noroeste de la bahía de Paracas, es un geoglifo (canales o líneas grabados en roca) que tiene una extensión de 120 metros, al que se le denomina también Tres Cruces o Tridente. El candelabro es grabado en roca de color crema, pero mayormente tapado con arena. La arena nunca llega a borrar por completo el candelabro debido a los vientos que siempre están quitando el exceso de arena de los canales.[cita requerida]
Se cree que el candelabro de Paracas tiene relación con las líneas y jeroglíficos de Nazca y de Pampas de Juanma.

## La Catedral de Paracas
La Catedral fue una imponente formación rocosa causada por la erosión del mar y el viento a lo largo de los siglos. Su forma cóncava hacía recordar a las cúpulas de las catedrales, y en su interior vivían algunos gatos marinos o chungungos, así como aves marinas.
La Catedral fue una de las imágenes naturales del Perú más fotografiadas y difundidas. Su estructura se desplomó durante el violento terremoto de magnitud 7.9 Mw del 15 de agosto de 2007 que tuvo como epicentro en el mar, al oeste de la ciudad de Pisco. Los restos de esta formación se encuentran entre las playas Yumaque y Supay.
En resumen lo que busca la reserva Paracas es que dejen de extinguirse los animales y tomemos conciencia de cuidar la fauna.